# Гибрид белого и бурого медведя
Гибрид белого и бурого медведя (полярный гризли, пизли, пиззли, англ. polar + grizzly, гролар, англ. grizzly + polar)  (Ursus arctos × maritimus) — межвидовой гибрид, зарегистрированный как в неволе, так и в дикой природе.

## Биология
Белый медведь и гризли (подвид бурого медведя, обитающий на западе Канады и на Аляске) очень похожи генетически и могут давать плодовитое потомство. При этом по целому комплексу морфологических признаков эти виды чётко различаются, а их скрещивание происходит настолько редко, что смешение генетического материала минимально.

## Гибриды в неволе

### Гибриды с европейским бурым медведем
Первые достоверные сведения о получении гибрида бурого и белого медведя получены в зоопарке немецкого города Галле, где, начиная с 1874 года, несколько раз рождались гибридные медвежата. Несколько таких медвежат впоследствии обитали в Лондонском зоопарке. Гибридные медведи из Галле оказались плодовитыми как при спаривании между собой, так и с родительскими видами. Эти гибриды из Галле были белыми при рождении, но позже становились голубовато-бурыми или жёлто-бурыми. С 1876 года в зоопарке Штутгарта (Германия) самка европейского бурого медведя четыре раза производила потомство от самца белого медведя. Сейчас чучело взрослого гибрида европейского бурого и белого медведя, родившегося в XIX веке, демонстрируется в Ротшильдовском зоологическом музее (Тринг, Великобритания).

## Гибридизация в природе
Известно всего три подтверждённых случая гибридизации в природе. Хотя бурый и белый медведи генетически схожи и часто встречаются на одной и той же территории, они, как правило, избегают друг друга. Медведи острова Кадьяк на Аляске, как правило, живут в глубине континентальных и островных территорий, в то время как белые медведи предпочитают воду и лёд. Некоторые учёные предполагают, что из-за глобального потепления, приведшего к уменьшению площади полярных льдов, белые медведи вынуждены осваивать большие территории, часто удаляясь от морского побережья на сто и более километров. За последнее десятилетие зафиксировано перемещение нескольких особей гризли в Канаде на территории, где ранее встречались только белые медведи. Возможно, более частые встречи из-за большего перекрывания местообитаний гризли и белого медведя могут в дальнейшем привести к более частой гибридизации.